# Întâi l-au omorât pe tata (film)
Întâi l-au omorât pe tata (First They Killed My Father) este un film istoric biografic cambodgian - american din 2017 regizat de Angelina Jolie și scris de Jolie și Loung Ung, bazat pe cartea autobiografică cu același nume scrisă de Loung Ung. Amplasat în 1975, filmul o înfățișează pe Loung, în vârstă de 5 ani, obligată să facă instrucția de soldat copil, în timp ce frații ei sunt trimiși în lagăre de muncă în timpul regimului Khmerilor Roșii.
Filmul a fost proiectat la Festivalul de Film de la Telluride și la Festivalul Internațional de Film de la Toronto din 2017 și a fost lansat în întreaga lume pe Netflix pe 15 septembrie 2017, cu o recenzie pozitivă din partea criticilor.

## Rezumat
În Republica Khmeră din 1975, Loung Ung este fiica de cinci ani a unui ofițer al Forțelor Armate Naționale Khmer, cunoscut drept „Pa” pentru cei șapte copii ai săi. În timpul războiului din Vietnam, luptele se extind în Cambodgia vecină, când armata Statelor Unite începe să bombardeze forțele nord-vietnameze. Acestea încearcă să se adăpostească pe teritoriul neutru și declanșează astfel Războiul Civil Cambodgian. Ulterior SUA se retrage din Cambodgia și își evacuează ambasada.
Khmerii Roșii se apropie tot mai mult și capturează Phnom Penh, apoi obligă toate familiile să părăsească orașul ca refugiați, sub pretextul că va fi bombardat de americani. Pa Ung neagă că lucrează pentru guvern atunci când este interogat de soldații Khmer Roșii, știind că va fi ucis dacă va fi descoperit. Familia este găsită de „Unchiul” (unchiul matern al lui Loung), cumnatul lui Pa, iar Loung și frații ei rămân o vreme la familia unchiului. Cu toate acestea, mătușa lor se teme de consecințele ce ar urma pentru ei toți în cazul în care identitatea lui Pa ar fi descoperită, așa că familia lui Loung trebuie să plece.
După mai multe zile de călătorie, sunt capturați de soldații Khmer Roșii și duși împreună cu alți refugiați într-un lagăr de muncă, unde trebuie să-și construiască propriul adăpost și sunt forțați să muncească în condiții dure. Bunurile lor sunt confiscate, hrana este foarte puțină, deoarece toate recoltele sunt trimise la unitățile de luptă, iar orice încercare de a obține mai multă hrană este pedepsită cu bătăi brutale. Loung asistă neputincioasă la bătăile nemiloase ale fraților ei, pedepsiți pentru că au încercat să obțină mai multă mâncare pentru ei și familia lor.
În afară de munca grea, în tabără se face propaganda regimului, iar orice obiecte străine (inclusiv medicamente care salvează vieți) sunt interzise și pot aduce pedeapsa cu moartea. Cei doi frați mai mari ai lui Loung și sora cea mai mare, Keav, sunt mutați în alte tabere, iar la scurt timp după aceea, Keav moare din cauza dizenteriei.
Într-o zi, Loung vede cum Pa este luat de oficialii Khmer Roșii pentru a repara un pod. Știind ce-l așteaptă, el își ia rămas bun de la soție și de la copii. Mai târziu, Loung are un coșmar în care îl vede executat și aruncat într-o groapă comună. Curând după aceea, Ma îi spune lui Loung, fratelui mai mare Kim și surorii mai mari Chou să fugă în direcții diferite și să caute noi lagăre de muncă sub identități false ca orfani. Loung și sora ei se despart de fratele lor și ajung într-o altă tabără.
Acolo, Loung este recrutată pentru a deveni un copil soldat pentru Khmerii Roșii. Vietnamezii veniseră să salveze Cambodgia de Khmerii Roșii. Loung învață lupta corp la corp, folosirea armelor și pregătirea capcanelor și a câmpurilor de mine împotriva vietnamezilor. Copiilor de aici li se inoculează în mod constant propaganda și ura față de vietnamezi, dar primesc mai multă mâncare și sunt tratați mai bine decât muncitorii din lagărele de muncă. Într-o zi, Loung primește un permis pentru a-și vizita sora în lagărul de muncă, însă fuge în tabăra în care rămăseseră mama și sora ei mai mică. Acolo găsește coliba goală, iar o bătrână îi spune că familia ei a fost luată de soldații Khmerii Roșii. În acea noapte, Loung visează că mama ei zace moartă într-o groapă comună, iar sora ei cea mai mică Geak este executată.
Tabăra lui Loung este distrusă de bombardamentele vietnameze, forțând-o să fugă împreună cu alți civili. Pe drum, se întâlnește cu Chou și Kim, care rămân pentru o noapte într-o tabără temporară de refugiați condusă de trupele vietnameze, alături de un grup de copii. Dimineața tabăra este atacată de forțele Khmerilor Roșii, iar copiii se strecoară prin spatele vietnamezilor și fug în junglă, unde Loung este separată de frații ei și vede cum alți refugiați sunt uciși și mutilați de minele pe care ea însăși le-a amplasat.
Cei trei frați se regăsesc într-o altă tabără de refugiați condusă de Crucea Roșie. Acolo Loung asistă la execuția unui soldat khmer roșu capturat. Acest episod îi declanșează amintiri despre execuția tatălui ei și despre violența care i-a marcat viața. Războiul se apropie de sfârșit, iar Loung și frații ei Kim și Chou se reunesc cu frații lor mai mari care au supraviețuit și ei lagărelor. Filmul se termină cu o scenă din prezent în care toți copiii rămași, alături de călugări, se roagă în ruinele unui templu budist pentru rudele pe care le-au pierdut.

## Distribuție
Distribuția filmului este formată aproape în întregime din actori cambodgieni, iar dialogul se desfășoară preponderent în limba khmeră.
- Sreymoch Sareum - Loung Ung în copilărie
- Kompheak Phoeung - Pa Ung
- Socheta Sveng - Ma
- Mun Kimhak - Kim
- Rulați Malina - Chou
- Sreyneang Oun - Keav
- Tep Rindaro - Lon Non
- Horm Chhora
- Dy Sonita
- Loung Ung - ea însăși
- Tharoth Sam - liderul copiilor soldați

## Producție
Pe 23 iulie 2015, a fost anunțat că Angelina Jolie va regiza o adaptare cinematografică pentru Netflix a cărții autobiografice Întâi l-au omorât pe tata (First They Killed My Father) a lui Loung Ung, pentru care Jolie și Ung au scris împreună scenariul. Jolie a fost și producător al filmului împreună cu Rithy Panh, în timp ce fiul lui Jolie, Maddox Jolie-Pitt, a fost producător executiv.
Prima etapă de filmări a avut loc la începutul lunii noiembrie 2015 în Siem Reap și s-a încheiat în februarie 2016 în Battambang, Cambodgia. Filmările s-au desfășurat și în Phnom Penh.

## Receptare critică
Pe site-ul web Rotten Tomatoes, filmul are un rating pozitiv de 88% pe baza a 65 de recenzii, cu un rating mediu de 7,8/10. Potrivit recenziilor de pe acest site, filmul reușește să abordeze subiectul cu delicatețe, pricepere și empatie, oferind o imagine de ansamblu a atrocităților istorice care rezonează și produc impact dincolo de granițele narațiunii sale. Metacritic, un alt site de recenzii, a atribuit filmului un scor mediu de 72 din 100, pe baza a 22 de critici, indicând „recenzii în general favorabile”.
Matt Zoller Seitz de la RogerEbert.com a acordat filmului patru stele din patru, declarând că a fost cea mai bună lucrare de regizor a Angelinei Jolie de până acum, făcută fără niciun compromis în ceea ce privește povestirea „jurnalistică”. El a considerat remarcabil felul în care Jolie a fost conștientă că o fată atât de tânără precum Loung nu poate înțelege sensul deplin a ceea ce i se întâmplă și, prin urmare, este puțin probabil ca ea să realizeze conexiuni detaliate cauză - efect ori să deplângă ceea ce a pierdut. Acest film este aproape în întregime despre trăirea unei experiențe. Mai târziu l-a numit al doilea cel mai bun film al anului, după Lucky, afirmând că este „[unul] dintre cele mai grozave filme despre război făcute vreodată, precum și unul dintre cele mai bune filme despre copilărie” și că nu crede că ar putea exista o variantă mai bună a acestui film, doar diferită.

## Premii și nominalizări
În 2018 filmul a fost nominalizat la Premiile BAFTA, la categoria Cel mai bun film care nu este în limba engleză. De asemenea, a primit nominalizări la Premiile Satellite și la premiile oferite de Online Film Critics Society și de Women's Image Network Awards.
Filmul a fost selectat în 2018 din partea cinematografiei cambodgiene pentru Cel mai bun film străin la cea de-a 90-a ediție a Premiilor Academiei, însă nu a fost nominalizat. A fost prima dată când a fost prezentat un film non-englez al unui regizor american consacrat de când Academia Americană a Artelor și Științelor Filmului a stabilit o regulă în 1984, conform căreia filmul care reprezintă o țară trebuie să dețină „controlul artistic” de la un „talent creativ al acelei țări”; Angelina Jolie are dublă cetățenie în SUA și în Cambodgia.
| Premiu                              | Data festivității    | Categorie                                      | Persoana nominalizată     | Rezultat    |
| ----------------------------------- | -------------------- | ---------------------------------------------- | ------------------------- | ----------- |
| British Academy Film Awards (BAFTA) | 18 februarie 2018    | Cel mai bun film care nu este în limba engleză | Angelina Jolie            | Nominalizat |
| Camerimage                          | 11-18 noiembrie 2017 | Broasca de bronz (Bronze Frog)                 | Anthony Dod Mantle        | Câștigător  |
| Critics' Choice Movie Awards        | 11 ianuarie 2018     | Cel mai bun film în limbă străină              | Angelina Jolie            | Nominalizat |
| Premiile Globul de Aur              | 7 ianuarie 2018      | Cel mai bun film în limbă străină              | Angelina Jolie            | Nominalizat |
| Hollywood Film Awards               | 5 noiembrie 2017     | Premiul Hollywood pentru Film în limbă străină | Loung Ung, Angelina Jolie | Câștigător  |
| National Board of Review            | 28 noiembrie 2017    | Premiul pentru Libertatea de Exprimare         | Angelina Jolie            | Câștigător  |
| Online Film Critics Society         | 28 decembrie 2017    | Cel mai bun film în limbă străină              | Angelina Jolie            | Nominalizat |
| Premiul Satellite                   | 10 februarie 2018    | Cel mai bun film în limbă străină              | Angelina Jolie            | Nominalizat |
| Women's Image Network Awards        | februarie 2018       | Cel mai bun film în limbă străină              | Angelina Jolie            | Nominalizat |